# Royal African Company
La Royal African Company (en español: Real Compañía Africana) fue una compañía privilegiada inglesa dedicada al  comercio cuyo objetivo era el transporte y comercio de esclavos negros secuestrados en África hacia las colonias británicas. La Company of Royal Adventurers Trading to Africa (Sociedad Real de Aventureros de Comercio con África), el nombre original, fue fundada por los reyes Carlos II y Jacobo II de Inglaterra en los años posteriores a la Restauración inglesa de 1660.
Operando principalmente en el África occidental, la empresa llegó a deportar, entre 1672 y 1689, a cerca de 100.000 esclavos al año. La actividad de la trata de esclavos duró hasta 1731, cuando cambió de ocupación, dedicándose al comercio y transporte de marfil y oro. Este oro se utilizó para la acuñación de moneda en el Reino Unido, dando lugar a la moneda inglesa de oro llamada guinea. En 1752 la compañía se disolvió y tomó su lugar la African Company of Merchants, Sociedad Africana de Comerciantes.

## Miembros y oficiales
- Edward Colston (1636–1721), Hombre de Negocios, Filántropo y miembro del parlamento, Perteneció a la Royal African Company desde 1680 a 1692, como uno de los miembros fundadores y creciendo hasta alcanzar el cargo de gobernador desde 1689 a 1690.
- Charles Hayes (1678–1760), Matemático, fue Sub-gobernador de la Royal African Company hasta 1752, cuando fue disuelta.

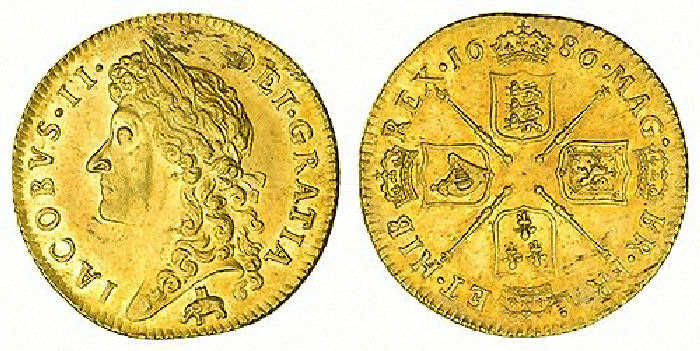
Anverso y reverso de la moneda inglesa de una guinea

- Datos: Q769519
- Multimedia: Royal African Company / Q769519